# ۴۳۳ (قمری)
۴۳۳ (قمری)، چهارصد و سی و سومین سال در گاهشماری هجری قمری است. اول محرم این سال برابر با ششم سپتامبر سال ۱۰۴۱ میلادی است.

## رویدادها
- انتصاب حسن حمدانی به فرمانروایی دمشق توسط مستنصر فاطمی
- تسلط ثمال بن صالح بن مرداس بر حلب
- برپایی دولت بنی صمادح در شهر المریه در جنوب شرقی اندلس در ساحل مدیترانه

## درگذشتگان
- ابوجعفر دشمنزیار بنیان‌گذار دودمان آل کاکویه